# Play (album de Super Junior)
Pour les articles homonymes, voir Play.
Albums de Super Junior
Devil
(2015)
Singles
1. One More Chance
Sortie : 30 octobre 2017
2. Black Suit
Sortie : 6 novembre 2017

Play est le neuvième album studio coréen du groupe masculin sud-coréen Super Junior. 
Il a été publié le 6 novembre 2017 par la  SM Entertainment. 

## Description
L'album a marqué le retour de Shindong, Eunhyuk, Dong-hae et de Si-won après leur service militaire. Avant la sortie officielle de l'album, la SM Entertainment a dévoilé le single de One More Chance le 30 octobre 2017. 
L'album ne contient que les voix de huit membres, car certains membres n'y ont pas participé pour des raisons personnelles ou parce que certains exécutent leur service militaire. De plus, seuls six membres ont participé à la promotion de l'album : Leeteuk, Heechul, Yesung, Dong-hae, Shindong, et Eunhyuk. Les deux autres membres dont on peut entendre les voix sur l'album sont Kyuhyun et Si-won.
D'après Gaon, l'album aurait surpassé les 200 000 copies durant la première semaine, établissant ainsi un record pour eux.

## Promotion

### Contexte
Le 27 septembre 2017, le site officiel du groupe a lancé un compte à rebours jusqu'au 6 novembre, date de la sortie de leur nouvel album, mais aussi date de leur 12e anniversaire, avec la phrase: « SJ returns » pouvant être traduit par  « Super Junior revient ».
Le 29 septembre, le groupe a ouvert sur internet une chaîne V Live pour diffuser une émission intitulée SJ Returns – Super Junior Real Comeback Story. L'émission permet de suivre la préparation de l'album, les entraînements pour la chorégraphie, et bien d'autres moments,. 
Le 15 octobre, le Label SJ dévoile le planning pour le comeback du groupe.
Cinq jours plus tard, le label annonce que l'album aura deux versions : Black Suit et One More Chance dont la piste sera dévoilée en avance. À travers leur émission, on peut voir que c'est Dong-hae qui a écrit et composé la One More Chance.
Pour la promotion de l'album, les Super Junior ont fait diverses apparitions dans les émissions de variété comme Knowing Bros, Weekly Idol, Running Man, et SNL Korea.

### Jour de sortie
Les Super Junior ont tenu une conférence de presse pour la sortie de leur album à Séoul le 6 novembre. Le même jour, le groupe a aussi fait un live via l'application V Live pour parler de leur nouvel album.
Le clip pour Black Suit cumule 3 millions de vues en 24 heures.
L'album s'est classé numéro 1 dans l'iTunes Albums et l'iTunes Pop Albums charts dans 23 et 26 pays respectivement,.
La SM Entertainment annonce le 5 novembre 2017 que le cours de ses actions a atteint son maximum pour 2017 avec une hausse de 7,48% le jour du retour du groupe. 
L'album s'est classé 3e du Billboard World Albums chart pour la semaine du 25 novembre et il arrivé premier du KKBOX Korean Music Chart avec toutes les pistes de l'album classées.

### Performances
Le groupe a réalisé son comeback stage durant l'émission musicale coréenne M Countdown avec les chansons Black Suit et One More Chance le 9 novembre et a continué la promotion dans d'autres émissions comme  Music Bank, Music Core et Inkigayo.

## Pistes
| 1.    | Black Suit                         | Lee Seu-ran, Jo Yoon-kyung, Oh Min-joo, Im Jung-hyo, ESBEE | Martin Hoberg Hedegaard, Coach & Sendo                                                                    | 3:21 |
| 2.    | Scene Stealer                      | Eunhyuk                                                    | Joe 'Joe Millionaire' Foster, Davey Nate, Prince Chapelle, Phillip Guillory, MZMC, Otha Vakseen Davis III | 3:25 |
| 3.    | One More Chance (비처럼 가지 마요) | Donghae, JDUB, Eunhyuk                                     | Donghae, JDUB                                                                                             | 4:15 |
| 4.    | Good Day for a Good Day            | Jo Yoon-kyung, Park Sung-hee, Eunhyuk                      | Didrik Thott, Josef Melin, Chris Meyer                                                                    | 3:05 |
| 5.    | Runaway                            | Shin Agnes (MonoTree)                                      | Onestar, Choo Dae-gwan (MonoTree), Jeok-jae                                                               | 3:26 |
| 6.    | The Lucky Ones                     | Seo Ji-eum, Jin-ri                                         | Lee Paul Williams, Jorgen Elofsson, Anton Martensson                                                      | 3:38 |
| 7.    | Girlfriend (예뻐 보여)             | Lee Seu-ran, Eunhyuk                                       | DAVII | 3:23 |
| 8.    | Spin Up!                           | Jo Yoon-kyung, Heechul, Eunhyuk                            | Mike Woods, Kevin White, Shin-hyuk, Cameron Edward Neilson, MZMC                                          | 3:09 |
| 9.    | Too Late (시간 차)                 | Seo Ji-eum                                                 | Cesar Peralta, Christopher Golighty, Francia Lopez, Anthony Lee                                           | 3:30 |
| 10.   | I Do (두 번째 고백)                | Yoda, Min Yeon-jae, 1wol 8il, Heechul                      | Shin-hyuk, Jeff Lewis, Bae Min-soo, Sun, Mrey                                                             | 3:31 |
| 36:36 |                                    |                                                            | |      |

## Classement

### Album chart
| Pays         | Classement (2017)      | Meilleure position | Ref    |
| ------------ | ---------------------- | ------------------ | ------ |
| Corée du Sud | Gaon Weekly Chart      | 2                  | [ 16 ] |
| États-Unis   | Billboard World Albums | 3                  | [ 17 ] |

### Singles chart
| Pays         | Classement               | Meilleure position | Ref    |
| ------------ | ------------------------ | ------------------ | ------ |
| Corée du Sud | Gaon Digital Chart       | 23                 | [ 18 ] |
| Corée du Sud | Gaon Online Downloads    | 10                 | [ 19 ] |
| Taïwan       | KKBOX Korean Music Chart | 1                  | [ 15 ] |
| Hong Kong    | KKBOX Korean Music Chart | 1                  | [ 15 ] |
| Singapore    | KKBOX Korean Music Chart | 1                  | [ 15 ] |

## Historique de sortie
| Région       | Date            | Format                     | Label                                   |
| ------------ | --------------- | -------------------------- | --------------------------------------- |
| Corée du Sud | 6 novembre 2017 | CD, téléchargement digital | SM Entertainment, Label SJ, Genie Music |
| Monde        | 6 novembre 2017 | Téléchargement digital     | S.M. Entertainment                      |